# Darja Domratsjeva

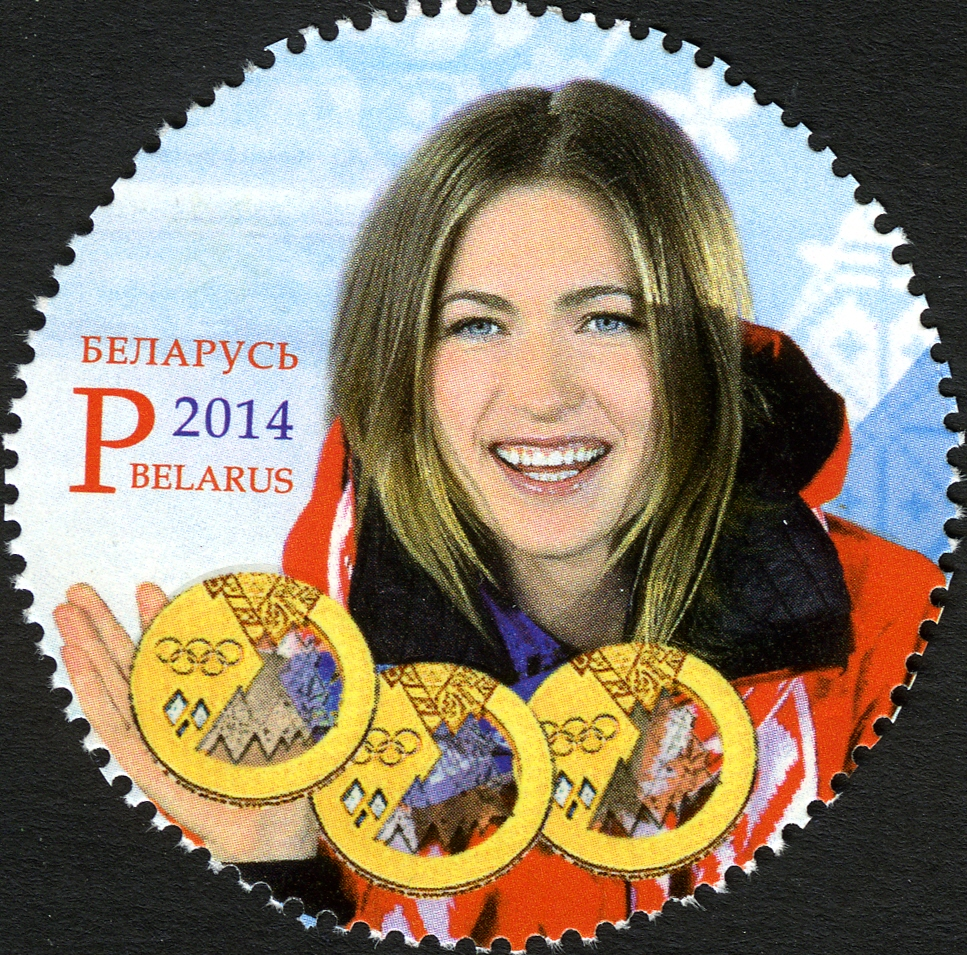
Domratsjeva op een Wit-Russische postzegel.

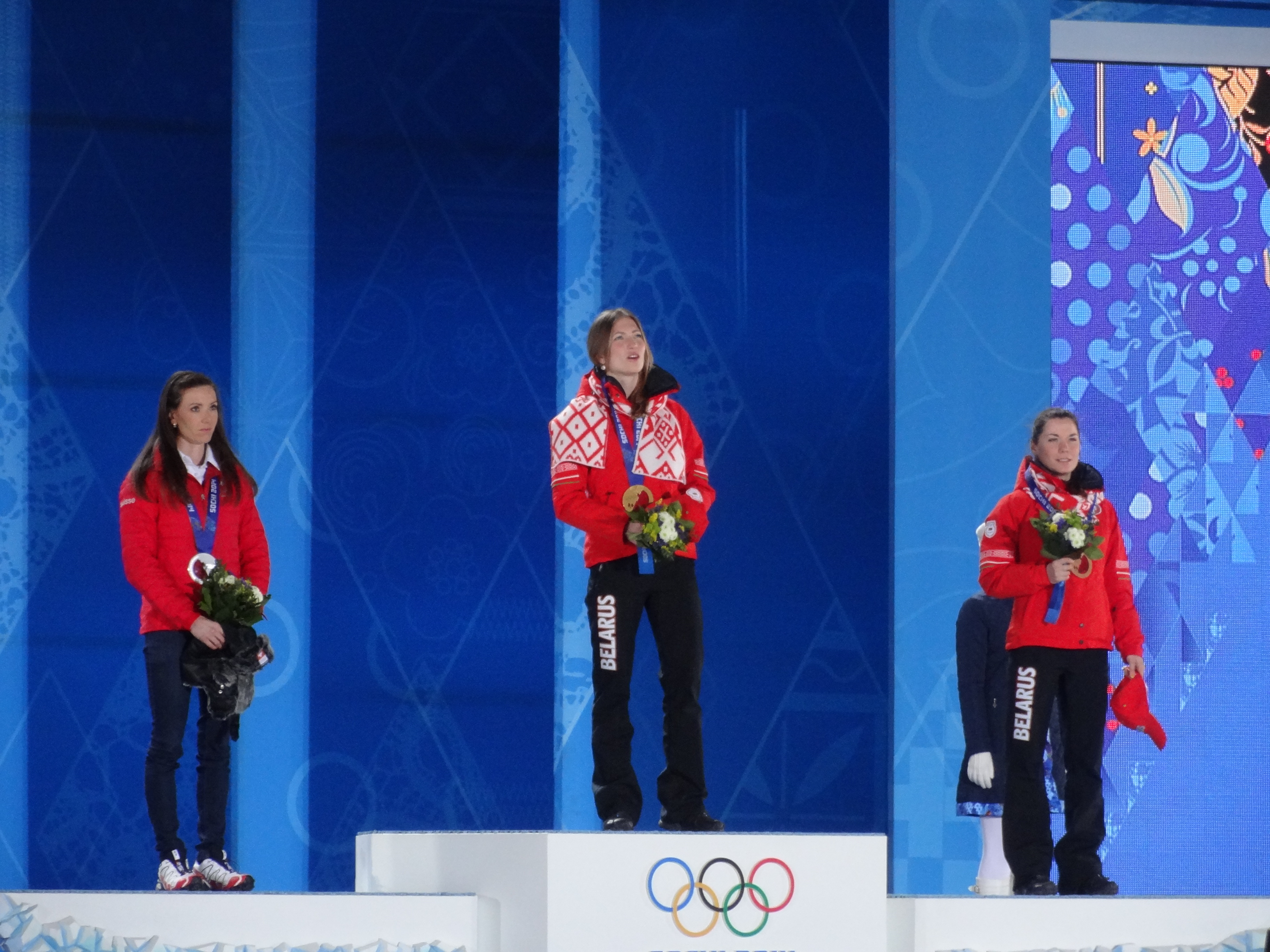
Domratsjeva (midden) tijdens de huldiging van de 15 km individueel in Sotsji (OS 2014).

Darja Vladimirovna Domratsjeva (Wit-Russisch: Дар’я Уладзіміраўна Домрачава, Russisch: Да́рья Влади́мировна До́мрачева) (Minsk, 3 augustus 1986) is een Wit-Russische biatlete. Ze vertegenwoordigde haar vaderland op de Olympische Winterspelen 2010 in Vancouver en op de Olympische Winterspelen 2014 in Sotsji.

## Carrière
Bij haar wereldbekerdebuut, in december 2006 in Östersund, scoorde Domratsjeva direct haar eerste wereldbekerpunten. In haar derde wedstrijd, een week na haar debuut, behaalde ze haar eerste toptienklassering. Tijdens de wereldkampioenschappen biatlon 2007 in Antholz eindigde de Wit-Russin als dertiende op de sprint en als tweeëntwintigste op de achtervolging. Samen met Olga Koedrasjova, Ljoedmila Ananko en Natalja Sokolova eindigde ze als vijfde op de estafette, op de gemengde estafette eindigde ze samen met Natalja Sokolova, Aleksandr Syman en Sergej Novikov op de dertiende plaats.
In Östersund nam Domratsjeva deel aan de wereldkampioenschappen biatlon 2008, op dit toernooi eindigde ze als zesenveertigste op de sprint en als vijfentwintigste op de achtervolging. Samen met Ljoedmila Kalintsjik, Roestam Valjoellin en Sergej Novikov sleepte ze de zilveren medaille in de wacht op de gemengde estafette, op de estafette eindigde ze samen met Ljoedmila Kalintsjik, Olga Nazarova en Olga Koedrasjova op de vijfde plaats.
In januari 2009 stond de Wit-Russin in Ruhpolding voor de eerste maal in haar carrière op het podium van een wereldbekerwedstrijd. Op de wereldkampioenschappen biatlon 2009 in Pyeongchang eindigde Domratsjeva onder meer als vijfde op de achtervolging en als zesde op de massastart. Samen met Ljoedmila Kalintsjik, Olga Nazarova en Nadezjda Skardino eindigde ze als vierde op de estafette, op de gemengde estafette eindigde ze samen met Olga Nazarova, Roestam Valjoellin en Sergej Novikov op de negende plaats. 
Tijdens de Olympische Winterspelen van 2010 in Vancouver veroverde de Wit-Russin de bronzen medaille op de 15 kilometer individueel, daarnaast eindigde ze als zesde op de massastart en als achtste op de sprint. Samen met Ljoedmila Kalintsjik, Olga Koedrasjova en Nadezjda Skardino eindigde ze als zevende op de estafette. In maart 2010 boekte Domratsjeva, in de eerste wereldbekerwedstrijd na de Spelen, in Kontiolahti haar eerste wereldbekerzeges. Op de wereldkampioenschappen biatlon 2010 in Chanty-Mansiejsk eindigde de Wit-Russin samen met Ljoedmila Kalintsjik, Sergej Novikov en Roestam Valjoellin als negende op de gemengde estafette.
Op de wereldkampioenschappen biatlon 2011 in Chanty-Mansiejsk veroverde Domratsjeva de zilveren medaille op de 12,5 kilometer massastart. Op de estafette sleepte ze samen met Nadezjda Skardino, Nadzeja Pisareva en Ljoedmila Kalintsjik de bronzen medaille in de wacht, samen met Nadezjda Skardino, Sergej Novikov en Jevgeni Abramenko eindigde ze als tiende op de gemengde estafette.
In Ruhpolding nam de Wit-Russin deel aan de wereldkampioenschappen biatlon 2012. Op dit toernooi werd ze wereldkampioene op de 10 kilometer achtervolging en vice-wereldkampioene op de 7,5 kilometer sprint, daarnaast eindigde ze als vijfde op de 12,5 kilometer massastart. Op de estafette eindigde ze samen met Nadezjda Skardino, Ljoedmila Kalintsjik en Nastassia Doebarezava op de vierde plaats, samen met Nadezjda Skardino, Sergej Novikov en Jevgeni Abramenko eindigde ze als zesde op de gemengde estafette.
Op de wereldkampioenschappen biatlon 2013 in Nové Město na Moravě behaalde Domratsjeva de wereldtitel op de 12,5 kilometer massastart. Op de estafette eindigde ze samen met Nadezjda Skardino, Ljoedmila Kalintsjik en Nastassia Doebarezava op de zevende plaats, samen met Nadezjda Skardino,  Jevgeni Abramenko en Sergej Novikov eindigde ze als elfde op de gemengde estafette.
Tijdens de Olympische Winterspelen van 2014 in Sotsji veroverde de Wit-Russin de gouden medaille op de 10 kilometer achtervolging, de 12,5 kilometer massastart en de 15 kilometer individueel. Daarnaast eindigde ze als negende op de 7,5 kilometer sprint. Op de estafette eindigde ze samen met Ljoedmila Kalintsjik, Nadezjda Skardino en Nadzeja Pisareva op de vijfde plaats.
Aan het biatlonseizoen 2015/2016 kon ze niet meedoen, omdat ze in de zomer Pfeiffer had opgelopen. In juli 2016 huwde ze met de Noorse biatleet Ole Einar Bjørndalen. Het stel kreeg in oktober 2016 een dochter.

## Resultaten

### Olympische Winterspelen
| Jaar | Plaats      | Resultaten                                                                                                   |
| ---- | ----------- | --- |
| 2010 | Vancouver   | 15 km individueel · 8e 7,5 km sprint · 15e 10 km achtervolging · 6e 12,5 km massastart · 7e 4x6 km estafette |
| 2014 | Sotsji      | 15 km individueel · 8e 7,5 km sprint · 10 km achtervolging · 12,5 km massastart · 5e 4x6 km estafette        |
| 2018 | Pyeongchang | 9e 7,5 km sprint · 37e 10 km achtervolging · 27e 15 km individueel · 4x6 km estafette                        |

### Wereldkampioenschappen
| Jaar | Plaats               | Resultaten |
| ---- | -------------------- | --- |
| 2007 | Antholz              | 13e 7,5 km sprint 22e 10 km achtervolging DNF 12,5 km massastart 5e 4x6 km estafette 13e gemengde estafette                             |
| 2008 | Östersund            | 46e 7,5 km sprint · 25e 10 km achtervolging · 5e 4x6 km estafette · gemengde estafette                                                  |
| 2009 | Pyeongchang          | 11e 15 km individueel 53e 7,5 km sprint 5e 10 km achtervolging 6e 12,5 km massastart 4e 4x6 km estafette 9e gemengde estafette          |
| 2010 | Chanty-Mansiejsk     | 9e gemengde estafette |
| 2011 | Chanty-Mansiejsk     | 19e 15 km individueel · 26e 7,5 km sprint · 35e 10 km achtervolging · 12,5 km massastart · 4x6 km estafette · 10e gemengde estafette    |
| 2012 | Ruhpolding           | 25e 15 km individueel · 7,5 km sprint · 10 km achtervolging · 5e 12,5 km massastart · 4e 4x6 km estafette · 6e gemengde estafette       |
| 2013 | Nové Město na Moravě | 33e 15 km individueel · 43e 7,5 km sprint · 25e 10 km achtervolging · 12,5 km massastart · 7e 4x6 km estafette · 11e gemengde estafette |

### Wereldbeker
Eindklasseringen
| Seizoen   | Algemeen                                 | Individueel                              | Sprint                                   | Achtervolging                            | Massastart                               |
| --------- | ---------------------------------------- | ---------------------------------------- | ---------------------------------------- | ---------------------------------------- | ---------------------------------------- |
| 2006/2007 | 22e                                      | -                                        | 15e                                      | 15e                                      | 42e                                      |
| 2007/2008 | 26e                                      | -                                        | 18e                                      | 22e                                      | 34e                                      |
| 2008/2009 | 7e                                       | 14e                                      | 5e                                       | 8e                                       | 7e                                       |
| 2009/2010 | 6e                                       | 4e                                       | 6e                                       | 4e                                       | 8e                                       |
| 2010/2011 | 6e                                       | 29e                                      | 7e                                       | 5e                                       | Goud                                     |
| 2011/2012 | Zilver                                   | Brons                                    | Zilver                                   | Goud                                     | Goud                                     |
| 2012/2013 | Zilver                                   | Brons                                    | Zilver                                   | 6e                                       | Zilver                                   |
| 2013/2014 | Brons                                    | Zilver                                   | Brons                                    | Brons                                    | Goud                                     |
| 2014/2015 | Goud                                     | Zilver                                   | Goud                                     | Zilver                                   | Brons                                    |
| 2015/2016 | Niet gestart vanwege ziekte van Pfeiffer | Niet gestart vanwege ziekte van Pfeiffer | Niet gestart vanwege ziekte van Pfeiffer | Niet gestart vanwege ziekte van Pfeiffer | Niet gestart vanwege ziekte van Pfeiffer |
| 2016/2017 | 24e                                      | 26e                                      | 21e                                      | 19e                                      | 29e                                      |
| 2017/2018 | Brons                                    | 5e                                       | Zilver                                   | 5e                                       | 4e                                       |

Wereldbekerzeges
| Nr.         | Datum            | Plaats           | Onderdeel                |
| Individueel | Individueel      | Individueel      | Individueel              |
| ----------- | ---------------- | ---------------- | ------------------------ |
| 1.          | 13 maart 2010    | Kontiolahti      | 7,5 km sprint            |
| 2.          | 14 maart 2010    | Kontiolahti      | 10 km achtervolging      |
| 3.          | 20 maart 2011    | Oslo             | 12,5 km massastart       |
| 4.          | 1 december 2011  | Östersund        | 15 km individueel        |
| 5.          | 10 december 2011 | Hochfilzen       | 10 km achtervolging      |
| 6.          | 22 januari 2012  | Antholz          | 12,5 km massastart       |
| 7.          | 4 maart 2012     | Ruhpolding       | 10 km achtervolging (WK) |
| 8.          | 17 maart 2012    | Chanty-Mansiejsk | 10 km achtervolging      |
| 9.          | 18 maart 2012    | Chanty-Mansiejsk | 12,5 km massastart       |
| 10.         | 7 december 2012  | Hochfilzen       | 7,5 km sprint            |
| 11.         | 17 februari 2013 | Nové Město       | 12,5 km massastart (WK)  |
| 12.         | 7 maart 2013     | Sotsji           | 15 km individueel        |
| 13.         | 3 januari 2014   | Oberhof          | 7,5 km sprint            |
| 14.         | 4 januari 2014   | Oberhof          | 10 km achtervolging      |
| 15.         | 9 maart 2014     | Pokljuka         | 12,5 km massastart       |
| 16.         | 20 maart 2014    | Oslo             | 7,5 km sprint            |
| 17.         | 4 december 2014  | Östersund        | 15 km individueel        |
| 18.         | 20 december 2014 | Pokljuka         | 10 km achtervolging      |
| 19.         | 11 januari 2015  | Oberhof          | 12,5 km massastart       |
| 20.         | 18 januari 2015  | Ruhpolding       | 12,5 km massastart       |
| 21.         | 23 januari 2015  | Antholz          | 7,5 km sprint            |
| 22.         | 24 januari 2015  | Antholz          | 10 km achtervolging      |
| 23.         | 8 februari 2015  | Nové Město       | 10 km achtervolging      |
| 24.         | 14 februari 2015 | Oslo             | 7,5 km sprint            |
| 25.         | 21 maart 2015    | Chanty-Mansiejsk | 10 km achtervolging      |
| 26.         | 8 december 2017  | Hochfilzen       | 7,5 km sprint            |
| 27.         | 21 januari 2018  | Antholz          | 12,5 km massastart       |
| 28.         | 9 maart 2018     | Kontiolahti      | 7,5 km sprint            |
| 29.         | 18 maart 2018    | Oslo             | 10 km achtervolging      |
| 30.         | 23 maart 2018    | Tjoemen          | 7,5 km sprint            |
| 31.         | 25 maart 2018    | Tjoemen          | 12,5 km massastart       |